# Jakkali, Ron
Jakkali là một làng thuộc tehsil Ron, huyện Gadag, bang Karnataka, Ấn Độ.